# Leptocereus
Leptocereus  este un gen de cactus nativ din Cuba, Insulele Antile și Insulele Caribe.

## Specii
- Leptocereus arboreus
- Leptocereus ekmanii
- Leptocereus grantianus
- Leptocereus maxonii
- Leptocereus paniculatus

etc.

## Sinonime
- Neoabbottia Britton & Rose